# Nicola Rossi
Pour les articles homonymes, voir Rossi.
Nicola Rossi (né le 9 décembre 1951 à Andria) est une personnalité politique italienne.

## Biographie
Professeur de droit, Nicola Rossi est élu sénateur en 2008 sur une liste du Parti démocrate, avant de rejoindre le groupe mixte (2011). Il fait partie du comité directeur d'Italia futura et du mouvement Avec Monti pour l'Italie depuis fin 2012.